# Escut de Sant Pere de Vilamajor
L'escut oficial de Sant Pere de Vilamajor té el següent blasonament:
Escut caironat: de sinople, una clau d'or en pal, amb la dent a dalt i mirant a sinistra; el peu partit: 1r d'argent, una creu plena de gules; 2n d'or, quatre pals de gules. Per timbre, una corona mural de poble.

## Significació
La clau és l'atribut de sant Pere, patró del poble. La creu de Sant Jordi i els quatre pals reials són les armes de la ciutat de Barcelona, i recorden que la població originària de Vilamajor obtingué el 1384 el títol de «carrer de Barcelona».
La referència a la clau ja apareix en escuts consistorials del segle xviii. Més endavant aquesta clau va ser substituïda per dues de passades en sautor, com és típic de molts escuts. No és fins a temps moderns que s'ha recuperat la forma amb una sola clau. Al llarg de la història ha estat guarnit amb els quatre pals, que han estat substituïts amb els símbols de Barcelona, i amb una tiara papal (sant Pere fou el primer papa), que ha estat substituïda per una corona mural que denota que la localitat té la consideració de poble.
La versió actualment oficial es va aprovar el 23 d'abril del 2002 i fou publicada al DOGC el 9 de maig del mateix any amb el número 3632.

## Galeria d'escuts
| Escut antic                            | Escut antic                         | Escut antic                                                    | Escut antic                                                  | Escut antic                        | Escut antic                       | Escut antic                     | Escut actual                            |
| -------------------------------------- | ----------------------------------- | -------------------------------------------------------------- | ------------------------------------------------------------ | ---------------------------------- | --------------------------------- | ------------------------------- | --------------------------------------- |
| Batllia Reial de Vilamajor             | Reial Vila de Vilamajor             | Ajuntament Constitucional de Sant Pere de Vilamajor            | Alcaldia Constitucional de Sant Pere de Vilamajor            | Alcaldia de Sant Pere de Vilamajor | Alcaldia de la Força de Vilamajor | Escut durant el franquisme      | Sant Pere de Vilamajor                  |
| Escut de la Batllia Reial de Vilamajor | Escut de la Reial Vila de Vilamajor | Escut de l'Ajuntament Constitucional de Sant Pere de Vilamajor | Escut de l'Alcaldia Constitucional de Sant Pere de Vilamajor | Alcaldia de Sant Pere de Vilamajor | Alcaldia de la Força de Vilamajor | Escut de Sant Pere de Vilamajor | Escut oficial de Sant Pere de Vilamajor |
| 1761 i anterior                        | Començament del segle xix           | Mitjan segle xix                                               | Final del segle xix                                          | II República Espanyola             | Guerra Civil espanyola            | Franquisme i final del segle xx | Escut oficial actual                    |